# Seboro (Krejengan)
Seboro is een bestuurslaag in het regentschap Probolinggo van de provincie Oost-Java, Indonesië. Seboro telt 1249 inwoners (volkstelling 2010).